# Minyichthys
Minyichthys is een geslacht van straalvinnige vissen uit de familie van zeenaalden en zeepaardjes (Syngnathidae). Het geslacht is voor het eerst wetenschappelijk beschreven in 1972 door Herald & Randall.

## Soorten
- Minyichthys brachyrhinus (Herald, 1953)
- Minyichthys inusitatus Dawson, 1983
- Minyichthys myersi (Herald & Randall, 1972)
- Minyichthys sentus Dawson, 1982